# Teresa Hoyos
Teresa Hoyos (* 1918 in Madrid; † 11. Oktober 2010 in Águilas, Murcia) war eine spanische Kommunistin und Widerstandskämpferin.

## Leben
Teresa Hoyos trat bereits als Jugendliche aktiv der Kommunistischen Partei Spaniens bei. 
Während des Spanischen Bürgerkriegs von 1936 bis 1939 arbeitete sie in Madrid als Krankenschwester für die spanische Armee. Dort lernte sie auch ihren ersten Mann, Gabriel Ford, einen Stabsoffizier der Armee und Mitglied der Internationalen Brigaden, kennen. Aus dieser Ehe gingen zwei Söhne hervor. 
Die Familie floh nach der Niederlage der Republikaner nach Frankreich. Das Ehepaar nahm hier teil am Hilfsnetz für Waisen der Mitglieder des Französischen Widerstandes gegen die deutsche Besatzung. 
Nach dem Tod ihres Mannes zog Hoyos die Söhne alleine auf, wurde aber gleichzeitig für die Kommunistische Partei Frankreichs tätig. Bei dieser Arbeit lernte sie Horacio Fernández Inguanzo („El Paisano“), den Leiter der Kommunistischen Partei Spaniens kennen, der Hoyos beherbergte, wenn sie Frankreich besuchte. 
Im Jahr 1962 heiratete sie Inguanzo, der bis zu seinem Tod 1996 Leiter der Kommunistischen Partei Spaniens blieb. 
Hoyos engagierte sich aktiv für die Rechte der spanischen politischen Gefangenen sowie für Kampagnen gegen die Diktatur von General Franco und für die Einhaltung von Menschenrechten. 
Nach ihrem Tod schrieb die „Izquierda Unida von Asturias“ in einem Nachruf: „Teresa Hoyos hat bis zur letzten Minute ihres Lebens für Werte wie Gleichheit, Demokratie und Gerechtigkeit gekämpft und ist eine der herausragenden Persönlichkeiten der Kommunistischen Partei sowie der Izquierda Unida. Sie ist ein Vorbild für alle heutigen Aktivisten“.